# Paracetamol
Paracetamol ili acetaminofen (u SAD-u) je često korišteni analgetik i antipiretik. On je učinkovita zamjena za aspirin, često se koristi za smanjenje tjelesne temperature, ublažavanje glavobolja i drugih slabijih tegoba i bolova. Međutim, za razliku od aspirina nije dobar antiupalni lijek. Jedan je od osnovnih sastojaka za brojna farmaceutska sredstva koja služe za prehladu i gripu. U kombinaciji s opioidnim analgeticima, paracetamol se može koristiti i za ublažavanje jačih bolova poput postoperativnih bolova te za pružanje palijativne njege kod pacijenata s uznapredovalim rakom. Njegovo analgetičko djelovanje počinje otprilike 11 minuta nakon oralnog uzimanja., a njegovo biološko poluvrijeme eliminacije iznosi od 1 do 4 sata. Iako se paracetamol koristi za ublažavanje upalnih procesa, on općenito nije svrstan u obitelj NSAID jer pokazuje samo vrlo slabe antiupalne aktivnosti.
Iako je općenito siguran za korištenje u preporučenim dozama (od 1 000 mg po dozi do najviše 4 000 mg dnevno za odrasle osobe), akutno predoziranje paracetamolom može uzrokovati možda smrtonosno oštećenje jetre, a kod rijetkih slučajeva, i normalna doza može učiniti isto; rizik se povećava učestalom i prekomjernom konzumacijom alkohola. Otrovnost paracetamola je najčešći razlog akutnog zatajenja jetre u zapadnim zemljama, i uzrok je najvećeg broja predoziranja lijekovima u SAD-u, Velikoj Britaniji, Australiji i Novom Zelandu.
Paracetamol je aktivni metabolit fenacetina, nekad popularnog kao analgetik i antipiretik, ali za razliku od fenacetina i njegovih kombinacija, paracetamol se ne smatra kancerogenim u terapeutskim dozama. Pojmovi acetaminofen (koristi se u SAD, Kanadi, Japanu, Južnoj Koreji, Hong Kongu i Iranu) i paracetamol (u ostalim zemljama) su nastali iz kemijskog naziva za ovaj lijek: para-acetilaminofenol i para-acetilaminofenol. U nekim kontekstima, koristi se i kratica kao APAP za acetil-para-aminopfenol.

## Medicinska uporaba

### Groznica
Paracetamol je potvrđeni lijek za ublažavanje groznice kod osoba svih uzrasta. Svjetska zdravstvena organizacija (WHO) preporučuje da se paracetamol koristi samo za ublažavanje groznice kod djece ako je njihova tjelesna temperatura veća od 38,5 °C. Efikasnost paracetamola samog po sebi kod djece s groznicom je upitna, a meta-analiza je pokazala da je manje efikasan od ibuprofena. Uloga paracetamola u pedijatrijskoj medicini je izrazito izražajna kao učinkovit analgetik i antipiretik.

### Bolovi
Paracetamol se koristi za ublažavanje bolova povezanih s mnogim dijelovima tijela. On posjeduje analgetičke osobine usporedive s onima kod aspirina, dok su njegovi antiupalni učinci daleko slabiji. Općenito se bolje podnosi od aspirina kod pacijenata kod kojih je utvrđena obilna sekrecija gastritične kiseline ili se strahuje od produženja krvarenja. Pošto je dostupan u prodaji bez liječničkog recepta, sve više je postao uobičajeni lijek u brojnim kućanstvima. Paracetamol može ublažiti bolove pri blagom artritisu ali nema učinak na upalu, crvenilo i nateknuće zgloba koji su povezani s artritisom. Za ublažavanje bolova pri osteoartritisu koljena, on je učinkovit poput ibuprofena.
U vezi komparativne farmakološke efikasnosti, studije su pokazale zbunjujuće i suprotne ishode kada se paracetamol usporedi s nesteroidnim antiupalnim lijekovima (NSAID). Slučajne nadzirane studije kronične boli prouzrokovane osteoartritisom kod odraslih su pokazale slične koristi od paracetamola i ibuprofena.
Efikasnost paracetamola kada se koristi u kombinaciji sa slabim opioidima (poput kodeina) je upitna zbog podataka iz nedavnih studija; zbog male količine podataka koji su dostupni teško je donijeti bilo kakav zaključak. Kombinacijski lijekovi paracetamola i snažnih opioida poput morfina su pokazali da smanjuju korištenu količinu opioida i poboljšavaju analgetski učinak kao i da sputavaju predoziranje opioidima zbog možebitno otrovnog učinka paracetamola. Slučajne nadzirane studije akutne muskuloskeletalne boli kod djece su pokazale da obični tržišni ibuprofen u normalnoj dozi bolje smanjuje bol od standardne doze paracetamola.

## Neželjeni učinci
U preporučenim dozama, neželjeni učinci paracetamola su blagi ili ih nema. Za razliku od aspirina, on nema antikoagulacijske osobine (ne razrjeđuje krv) pa ga zbog toga mogu koristiti pacijenti koji imaju problema s koagulacijom. Pored toga, paracetamol ne vrši iritaciju želučane sluznice. U usporedbi s ibuprofenom - koji ima neželjene učinke poput dijareje, povraćanja i abdominalnih bolova - paracetamol se relativno dobro tolerira s manje popratnih učinaka. Produženo dnevno korištenje povećava rizik od komplikacija na gornjim probavnim organima poput krvarenja u želucu, a može prouzrokovati i oštećenje bubrega ili jetre. Paracetamol se metabolizira u jetri i hepatotoksičan je; neželjeni učinci mogu biti slični kao kod kroničnog alkoholizma ili kao kod pacijenata s oštećenjem jetre.
Sve do 2010. godine, za paracetamol se vjerovalo da je siguran za korištenje u trudnoći (da ne utječe na zatvaranje ductus arteriosus kod fetusa kao što je to slučaj kod NSAID lijekova). Međutim, u studiji objavljenoj u listopadu 2010. godine, povezan je s neplodnošću u odrasloj dobi kod još nerođenih beba. Poput NSAID lijekova a za razliku od opioidnih analgetika, za paracetamol nije pronađeno da prouzrokuje euforiju ili mijenja raspoloženje premda su nedavna istraživanja dala određene dokaze da paracetamol može umanjiti psihološku bol. Za razliku od aspirina, siguran je za korištenje kod djece, pošto on nije povezan s rizikom od Reyevog sindroma kod djece s virusnim oboljenjima. Paracetamol koji se koristi za ublažavanje groznice u prvim godinama života je bio povezan s povećanom pojavom simptoma astme u uzrastu od 6 do 7 godina, i takva uporaba paracetamola, kod djece u prvim godinama života kao i kod djece od 6-7 godina, je također povezana i s povećanom opasnošću od rinokonjunktivitisa i ekcema. Autori studije priznaju da je na njihovo "otkriće utjecali usputni i drugi pokazatelji", odnosno da ta povezanost ne može biti uzročna nego zbog činjenice da je bolest tretirana paracetamolom te potom naglašavaju da je neophodno dodatno istraživanje. Pored toga, objavljeni su brojni komentari, dopisi, odgovori i kritike u časopisu The Lancet koji se odnose na metodologiju i zaključke te studije. Britanska agencija za regulaciju lijekova (Medicines and Healthcare products Regulatory Agency) također je ispitala ovo istraživanje i objavila brojne kritike o načinu interpretacije dobivenih podataka te ponudila savjet za farmaceute, roditelje i širu javnost: "Ishodi ove nove studije nužnu ne mijenjaju bilo koje trenutne upute za upotrebu paracetamola kod djece. Paracetamol ostaje siguran i pogodan izbor analgetika kod djece. Nema dovoljnih dokaza iz ovog istraživanja za promjenu uputstava u vezi korištenja antipiretika kod djece." Kronični korisnici paracetamola mogu biti izloženi riziku razvoja leukemije.

### Predoziranje
Hepatotoksičnost paracetamola je daleko najčešći uzrok akutnog zatajenja jetre u SAD-u kao i u Velikoj Britaniji. Podaci pokazuju da predoziranje paracetamolom može dovesti do brojnih poziva u kontrolne centre za zaštitu od trovanja u SAD, više nego trovanje bilo kojom drugom farmakološkom supstancom. Znaci i simptomi otrovnosti paracetamola mogu isprva biti vrlo blagi ili nikakvi. Netretirano predoziranje može dovesti do zatajenja jetre i smrti u toku nekoliko dana. Tretman takvih slučajeva je usmjeren ka uklanjanju paracetamola iz tijela i zamjenom glutationa. Aktivni ugalj se može koristiti za povećanje adsorpcije paracetamola ako se pacijent javi na tretman u kratkom vremenu nakon predoziranja. Dok protuotrov acetilcistein (poznat i kao N-acetilcisteil ili NAC) djeluje kao prekursor za glutation, on pomaže tijelu da se regenerira u dovoljnoj mjeri da spriječi oštećenje jetre, premda ako dođe do ozbiljnijih oštećenja jetre, nužno je provesti i njenu transplantaciju. Na tržištu postoje i tablete (u UK poznate pod nazivom Paradote) koje kombiniraju paracetamol s protuotrovom (metionin) radi zaštite jetre u slučaju predoziranja.
U lipnju 2009. godine, savjetodavni odbor Američke agencije za nadzor hrane i lijekova (FDA) dao je preporuku da se na uporabu paracetamola izda novo ograničenje unutar SAD-a koje će pomoći ljudima upozoravajući ih na potencijalne otrovne učinke. Najveća doza u bilo koje vrijeme smanjena je s 1000 mg na 650 mg, dok je istodobno zabranjena kombinacija paracetamola i narkotičkih analgetika. Članovi odbora osobito su bili zabrinuti činjenicom da je trenutno najveće ograničenje doze paracetamola pokazalo kako može načiniti promjene u hepatičkoj funkciji. Dana 13. siječnja 2011. godine, FDA je zatražila od proizvođača kombinacijskih lijekova u kojima je sadržan paracetamol, ograničiti količinu paracetamola u takvim lijekovima na ne više od 325 mg po tableti ili kapsuli i počela tražiti od proizvođača ažurirati oznake na tim proizvodima kako bi upozorili na potencijalni rizik od teškog oštećenja jetre. Proizvođači će imati rok od tri godine ograničiti količinu paracetamola na 325 mg po dozi.
U studenom 2011. godine Britanska regulatorna agencija za lijekove i medicinsku njegu također je revidirala doziranje tekućeg paracetamola za djecu.

## Klasifikacija
Paracetamol je dio skupine lijekova poznatijih kao "anilin analgetici"; on je jedini takav lijek koji je i danas još uvijek u uporabi. On se ne smatra NSAID jer ne iskazuje antiupalnu aktivnost u značajnijoj mjeri (ali jeste slabi inhibitor ciklooksigenaze). Usprkos tome, paracetamol i lijekovi iz skupine NSAID imaju neke slične farmakološke osobine.

## Mehanizam djelovanja
Do danas, mehanizam djelovanja paracetamola još uvijek nije u potpunosti razjašnjen. Smatra se da je osnovno djelovanje putem inhibicije ciklooksigenaze (COX), a nedavna otkrića sugeriraju da je visoko selektivan za ciklooksigenazu-2 (COX-2). Dok su njegove analgetičke i antipiretičke osobine usporedive s onim kod aspirina i drugih NSAID lijekova, njegove periferalne antiupalne osobine i aktivnosti su obično ograničene brojim čimbenicima, jedan od njih je i visoka razina peroksida koji su prisutni u upalnim lezijama. Međutim, u nekim slučajevima, promatrane su i neke periferalne antiupalne aktivnosti koje se mogu usporediti s ostalim NSAID lijekovima. Članak u časopisu Nature Communications koji su objavili znanstvenici iz Londona i Lunda (Švedska) u studenom 2011. godine ukazuje na analgetičke mehanizme paracetamola (acetaminofena), tako što metaboliti acetaminofena poput NAPQI djeluju na TRPA1-receptore u kralježničnoj moždini onemogućiti provođenje signala iz najviših vanjskih slojeva kralježnične moždine što dovodi do neosjetljivosti na bol.
Zbog svoje selektivnosti za COX-2, on ne inhibira u značajnijoj mjeri proizvodnju tromboksana koji podstiče zgrušavanje krvi.
COX obitelj enzima odgovorna je za metabolizam arahidonske kiseline do prostaglandina H2, nestabilne molekule koja se pretvara u brojne proupalne spojeve. Klasični antiupalni preparati poput NSAID lijekova blokiraju ovaj korak. Samo kada je odgovarajuće oksidiran, COX enzim je tada iznimno reaktivan. Paracetamol smanjuje oksidirani oblik COX enzima, onemogućavajući mu da gradi proupalne spojeve. Ovo dovodi do smanjene količine prostaglandina E2 u središnjem živčanom sustavu i time smanjujući hipotalamsku točku u središtu za reguliranje tjelesne temperature.
Paracetamol također modulira endogeni kanabinoidni sustav. Paracetamol se metabolizira do AM404, spoja koji djeluje na nekoliko načina; najvažniji način je da on inhibira ponovno uzimanje endogenog kanabinoida/vaniloida anandamida od strane neurona. Ponovno uzimanje anandamida bi ishodovalo smanjenjem sinaptičkih razina i manje aktivacije glavnog receptora za bol (nociceptora) u tijelu, TRPV1 (stariji naziv: receptor vaniloida). Pošto inhibira ponovno uzimanje anandamida, razine u sinapsama ostaju visoke tako da se mogu umrtviti TRPV1 receptori kao što se postiže djelovanjem kapsaicina. Pored toga, AM404 inhibira kanale natrija, kao što to radi i anestetici lidokain i prokain. Bilo koja od ovih akcija sama po sebi dokazano smanjuje bol i smatra se kao mogući mehanizam djelovanja za paracetamol. Međutim, dokazano je da nakon blokade receptora kanabinoida putem sintetičkih antagonista, dolazi do prestanka analgetičkih efekata paracetamola, što ukazuje da njegovo analgetičko djelovanje uključuje endogeni kanabinoidni sustav. Dokazano je da spinalni TRPA1 receptori također imaju antinocicepitivne reakcije na paracetamol kod miševa.
Aspirin je poznat da izaziva inhibiranje ciklooksigenaze (COX) obitelji enzima te, pošto djelovanje paracetamola je djelomično slično djelovanju aspirina, izvršena su brojna istraživanja koja su fokusirana na tezu inhibira li i paracetamol također COX. Danas je razjašnjeno da paracetamol djeluje putem najmanje dva ciklusa.
Točan način na koji je COX inhibiran u različitim okolnostima je još uvijek predmet rasprave. Zbog razlika u aktivnosti paracetamola, aspirina i drugih lijekova iz obitelji NSAID, postavljena je teorija da postoje i neke druge inačice ciklooksigenaze. Jedna teorija smatra da paracetamol djeluje tako što inhibira COX-3 izoformu, jednu od varijanti COX-1 unutar COX obitelji enzima. Ako se promatra njegovo djelovanje kod pasa, ovaj enzim dijeli veliku sličnost s drugim COX enzimima, proizvodeći proupalne spojeve a također je selektivno inhibiran od strane paracetamola. Međutim, neke studije sugeriraju da kod ljudi i miševa, enzim COX-3 ne pokazuje značajno upalno djelovanje te njegova blokada putem paracetamola nije beznačajna u svojoj funkciji u ljudskom organizmu. Druga mogućnost je da paracetamol blokira ciklooksigenazu (kao i aspirin), ali tako da visoko oksidacijsko stanje paracetamola onemogućava njeno djelovanje u upalnom okruženju gdje je koncentracija
peroksida visoka. Ova ideja bi značila da ne postoje izravni učinci na mjestu upalnog procesa, nego da djeluje u CNS gdje okolina nije oksidacijska, snižujući temperaturu itd. Točan način djelovanja za koji se vjeruje da paracetamol utječe na COX-3 još je predmet rasprave.

## Struktura i reaktivnost
Paracetamol se sastoji iz jezgre benzenovog prstena, substituiranog jednom hidroksil skupinom i atomom dušika od amidne skupine u para (1,4) shemi. Amidna skupina je acetamid (etanamid). On je ekstentivno konjugirani sustav, jer su usamljeni parovi na atomu hidroksil kisika, benzenov pi oblak, dušikov usamljeni par, p orbitala na karbonilnom atomu ugljika i usamljeni par na karbonilnom atomu kisika, svi konjugirani. Prisustvo dvije aktivne skupine također daje benzenovom prstenu visoku reaktivnost prilikom elektrofilnih aromatskih substitucija. Kao substituenti, sve pozicije u prstenu su više ili manje jednako aktivirani. Konjugacija je značajno smanjuje bazičnost kisika i dušika, dok u isto vrijeme hidroksilna kiselost kroz delokalizaciju naboja se razvija na fenoksidom anionu.

## Sinteza
U laboratorijskim uvjetima, paracetamol se može vrlo lako pripremiti putem nitracije fenola s natrijevim nitratom, odvajajući željeni p-nitrofenol od orto sporednih proizvoda, i reducirajući nitro skupinu s natrijevim borohidridom. Ishod p-aminofenol se zatim acetilira s acetatnim anhidridom. U ovoj reakciji fenol je jako aktivirajući reagens, tako da reakcije zahtjeva samo blage uvjete (npr. nitraciju benzena). Sličan je i industrijski proces, ali se umjesto redukcije natrij borohidrida koristi hidrogenacija.
Jednostavnija sinteza koju je razvila kompanija Hoechst-Celanese uključuje izravnu acilaciju fenola s acetatnim anhidridom uz HF kao katalizator, zatim se provodi konverzija ketona do ketoksima s hidroksilaminom, a nakon toga Beckmannovo preuređenje katalizirano s kiselinama, čime se dobiva amid.
Potražnja za paracetamolom u SAD je procijenjena na 30 000 do 35 000 tona godišnje u 1997. godini, što odgovara cjelokupnoj potražnji za njim u ostatku svijeta.

## Metabolizam
Paracetamol se primarno metabolizira u jetri u neotrovne proizvode. Značajna su tri metabolička puta:
- Smatra se da na glukuronidaciju otpada od 40% do dvije trećine metabolizma paracetamola.[59]
- Na sulfaciju (konjugacija sulfata) se može odnositi 20–40%.[59]
- N-hidroksilacija i preuređivanje, zatim GSH konjugacija, može zauzimati manje od 15%. Hepatički sustav citohrom P450 enzima metabolizira paracetamol, dajući malo ali važnog alkaliranog metabolita poznatog kao NAPQI (N-acetil-p-benzo-kvinon imin).[60] NAPQI je zatim nepovratno konjugirana sa sulfhidrilnim skupinama glutationa.[60]

Kod sva tri metabolička puta daju završne proizvode koji su neaktivni, neotrovni te se na kraju izlučuju renalno. Međutim, u trećem nabrojenom metaboličkom putu, kao međuproizvod javlja se NAPQI koji je otrovan. NAPQI je primarno odgovoran za otrovne učinke paracetamola; što se smatra jednim od primjera toksikacije.
Nastajanje NAPQI se primarno zbiva zbog djelovanja dva izoenzima citohroma P450: CYP2E1 i CYP1A2. Međutim, gen P450 je izrazito polimorfan, a do pojedinačnih razlika u otrovnosti paracetamola dolazi zbog trećeg izoenzima, CYP2D6. Genski polimorfizmi u CYP2D6 mogu doprinijeti do značajno različite brzine proizvodnje NAPQI. Dalje, pojedine osobe mogu biti razvrstane po fenotipskoj varijabilnosti na "obilne", "ultra brze" i "slabe" metabolizere (proizvođače NAPQI), što ovisi o njihovim razinama izraza CYP2D6. Iako CYP2D6 metabolizira paracetamol u NAPQI u manjem obujmu od drugih P450 enzima, njegovo djelovanje može doprinijeti da se otrovnost paracetamola poveća kod "obilnih" i "ultrabrzih" metabolizera, i kada se paracetamol uzima u velikim dozama. U uobičajenim dozama, kod "slabih" metabolizera, NAPQI je brzo neutralizira putem konjugacije. Ako dođe do predoziranja, a moguće je i kod "obilnih" i "ultra brzih" metabolizera, ovaj neutralizacijski metabolički put postaje zasićen, a kao posljedica toga nagomilava se NAPQI.

## Reakcije
p-Aminofenol se može dobiti putem amidne hidrolize paracetamola. p-aminofenol dobiven na ovaj način, a povezan je s Metolom koji je dostupan na tržištu, koristi se za amatersko razvijanje fotografija. Ova reakcija se također koristi i za dokazivanje paracetamola u uzorcima urinaa: nakon hidrolize s hidroklornom kiselinom, p-aminofenol reagira u rastvoru amonijaka s fenolnim derivatima npr. salicilnom kiselinom dajući boju indofenol zbog oksidacije na zraku.

## Povijest
Acetanilid je bio prvi derivat anilina slučajno otkriven da ima analgetičke i antipiretičke osobine, i vrlo brzo je ušao u medicinsku praksu pod imenom antifebrin 1886. godine od strane A. Cahna i P. Heppa. Međutim, njegovi neprihvatljivi toksični učinci, od kojih je najopasnija bila cijanoza zbog methemoglobinemije, doveli su do potrage za manje opasnim derivatima anilina. Onodobni američki kemičar Harmon Northrop Morse je već sintetizirao paracetamol 1877. godine na Sveučilištu Johns Hopkins putem redukcije 4-nitrofenola s kositrom u smrznutoj acetatnoj kiselini, ali je to ostalo nepoznato sve do 1887. godine dok klinički farmakolog Joseph von Mering nije isprobao paracetamol na pacijentima. Godine 1893. von Mering objavio je rad o kliničkim ishodima paracetamola s fenacetinom, drugim derivatom anilina. Von Mering je tvrdio da, za razliku od fenacetina, paracetamol ima veću tendenciju izazvati methemoglobinemiju. Nakon toga, paracetamol je vrlo brzo zanemaren u korist fenacetina. Prodaja fenacetina je dovela Bayer do položaja vodeće ljekarničke kompanije. Iako ga je djelomično zasjenio aspirin, uveden od strane Heinricha Dresera 1899. godine, fenacetin je bio popularan desetljećima, dijelom široko reklamiran kao "sredstvo protiv glavobolje" dostupno bez recepta, sadržeći najčešće fenacetin, aminopirinski derivat aspirina, kofeina i ponekad barbiturate.
Tvrdnje Von Meringa su ostale neopovrgnute gotovo pola stoljeća, sve dok dva tima znanstvenika iz SAD-a nisu raščlanjivala metabolizam acetanilida i parcetamola. Godine 1947. biokemičari David Lester i Leon Greenberg su otkrili jake dokaze da je paracetamol bio osnovni metabolit acetanilida u krvi ljudi, a naknadne studije su pokazale kako velike doze paracetamola koje su se davale albino štakorima nisu uzrokovale methemoglobinemiju.  Tri znanstvena rada koja su objavljena u rujnu 1948. godine u Žurnalu za farmakologiju i eksperimentalne terapije (Journal of Pharmacology and Experimental Therapeutics), biokemičari Bernard Brodie, Julius Axelrod i Frederick Flinn su potvrdili koristeći specifične metode da je paracetamol doista osnovni metabolit acetanilida u krvi, te se potvrdilo da je također efikasan kao analgetik kao i spojevi koji mu prethode. Oni su također sugerirali da je methemoglobinemija koja se javlja kod ljudi uglavnom uzrokovana zbog drugog metabolita, fenilhidroksilamina. Naknadni radovi Brodieja i Axelroda iz 1949. godine su pokazali da se fenacetin također metabolira do paracetamola. To je postupno dovelo do ponovnog otkrića paracetamola.
Paracetamol je prvi put pušten na tržište SAD-a 1953. godine od strane kompanije Sterling-Winthrop Co., koja ga je promicala kao zamjenu za aspirin pošto je sigurniji od njega za djecu i osobe s ulkusima. Danas, najpoznatije tržišno ime za paracetamol u SAD je Tylenol, kojeg je 1955. godine ponudila McNeil Laboratories započinjući prodaju paracetamola kao sredstva za ublažavanje bolova i povišene temperature kod djece pod imenom Tylenol Children's Elixir, riječ "tylenol" je zapravo skraćeno ime od para-acetilaminofenol.

## Dostupni oblici
Paracetamol je dostupan u svim farmacijskim oblicima: tabletama, kapsulama, tekućim otopinama, supozitorijama, intravenznim i intramuskularnim oblicima. Najčešća doza za odrasle osobe kreće se od 500 do 1000 mg. Najveća preporučena dnevna doza za odrasle osobe je 4000 mg. U preporučenim dozama, paracetamol je općenito siguran za djecu i dojenčad kao i za odrasle osobe, iako je bilo rijetkih slučajeva akutnih oštećenja jetre koji su bili povezani za količinama manjim od 2500 mg dnevno.
Panadol, koji je dostupan na tržištima Afrike, Azije, Europe, Srednje Amerike i Australije, je najrašireniji dostupni oblik i brend paracetamola, a prodaje se u preko 80 zemalja. U Sjevernoj Americi, paracetamol se prodaje u generičkom obliku (obično označen kao acetaminofen) ili pod brojim trgovačkim imenima, naprimjer, Tylenol (McNeil-PPC, Inc.), Anacin-3, Tempra, Datril i Ofirmev. Iako je u UK-u dostupan paracetamol pod trgovačkim imenima (naprimjer Panadol), mnogo uobičajenije je da se on prodaje nebrendiran ili kao generički lijek. Trgovačko ime za paracetamol, Acamol, se proizvodi u Izraelu, a proizvodi ga Teva Pharmaceutical Industries, te je najviše korišteni oblik paracetamola u toj zemlji. Na Filipinima, najviše prodavani brend paracetamola je Biogesic, kojeg proizvodi United Laboratories. Godišnje se na Filipinima proda gotovo milijardu tableta Biogesica, ne računajući paracetamol u tekućim suspenzijama. To trgovačko ime dostupno je i u zemljama ASEAN-a gdje je kompanija United Laboratories također prisutna. U Europi najčešća trgovačka imena paracetamola su Efferalgan i Doliprane. U Indiji je najčešći Crocin kojeg proizvodi Glaxo SmithKline Asia. U Bangladešu najpopularnije trgovačko ime je Napa kojeg proizvodi Beximco Pharma.

## Vanjske poveznice
- Kemijski podaci
- Informacijski centar za paracetamol  Arhivirana inačica izvorne stranice od 25. rujna 2006. (Wayback Machine)
- Uputstvo za paracetamol, Bosnalijek
- TylolHot, Nobelfarma  Arhivirana inačica izvorne stranice od 6. ožujka 2016. (Wayback Machine)
- bh-news.com: paracetamol_kao_jako_opasna_tableta